# Majlis
Majlis, o mejlis (in arabo مجلس, letteralmente "luogo dove ci si siede" o salotto), è un termine islamico che può indicare diversi tipi di assemblee politiche, amministrative, sociali o religiose in paesi con connessioni linguistiche o culturali con l'Islam.
Viene in genere tradotto con "assemblea" o "consiglio".

## Parlamenti
Il termine è usato per indicare il Parlamento o una delle Camere del Parlamento di diversi Stati:
- Algeria: Consiglio algerino (Albarlaman aljazayiriu)
  - Assemblea popolare nazionale (al-Majlis al-Sha'abi al-Watani)
  - Consiglio della Nazione (al-Majlis al-Umma)
- Arabia Saudita: Assemblea consultiva islamica (Majlis as-Shura)
- Azerbaigian: Assemblea nazionale (Milli Məclis)
- Bahrein: Assemblea nazionale (al-majlis al-watani)
  - Assemblea dei Rappresentanti (Majlis an-nuwab)
  - Assemblea consultiva (Majlis al-shura)
- Brunei: Consiglio legislativo del Brunei (Majlis Mesyuarat Negara)
- Egitto:
  - Assemblea del popolo (Majlis al-Shaʿb)
  - Consiglio della Shūra (Majlis al-Shūrā)
- Emirati Arabi Uniti: Consiglio nazionale federale (al-Majlis al-Watani al-Ittihadi)
- Giordania: Assemblea nazionale (Majlis al-Umma)
  - Assemblea dei deputati (Majlis al-Nuwaab)
  - Assemblea dei senatori (Majlis al-Aayan)
- Indonesia: Assemblea consultiva del popolo (Majelis Permusyawaratan Rakyat)
- Iran: Assemblea consultiva islamica (Maŷles-e Šourâ-ye Eslâmí)
- Iraq: Consiglio dei rappresentanti (Majlis Al-Niwab Al-Iraqi o Majlis an-Nuwwāb al-ʿIrāqiyy)
- Kazakistan: Assemblea (Mäjilis)
- Kuwait: Assemblea nazionale (Majlis Al-Umma)
- Libano: Assemblea nazionale (Majlis al-Nuwwāb)
- Maldive: Assemblea del popolo (People's Majlis - Rayyithunge Majilis)
- Marocco:
  - Assemblea dei rappresentanti (Majlis al-Nuwab)
  - Assemblea dei consiglieri (Majlis al-Mustasharin)
- Mauritania: Assemblea nazionale (Majlis al-Shuyukh)
- Oman:
  - Assemblea consultiva (Majlis al-Shura)
  - Consiglio di Stato (Majlis al-Dawla)
- Pakistan: Consiglio dei consiglieri (Majlis-e Šūrá o Majlis-e-Shoora)
- Qatar: Assemblea consultiva (Majlis ash-Shura)
- Siria: Assemblea del popolo (Majlis al-Sha'ab)
- Sudan:
  - Assemblea nazionale (Majlis Watani)
  - Assemblea degli Stati (Majlis Welayat)
- Tagikistan: Assemblea suprema (Majlisi Oli)
  - Assemblea dei Rappresentanti (Majlisi Namoyandagon)
  - Assemblea Nazionale (Majlisi Milli)
- Tunisia: Assemblea dei rappresentanti del popolo (Majlis Nuwwab ish-Sha'b)
- Turchia: Grande Assemblea Nazionale Turca (Türkiye Büyük Millet Meclisi)
- Turkmenistan: Assemblea (Mejlis)
- Uzbekistan: Assemblea suprema (Oliy Majlis)
- Yemen: Assemblea dei rappresentanti (Majlis al-Nuwaab)

## Altri utilizzi
- Comitato Olimpico Nazionale del Brunei (Brunei Darussalam Majlis Olimpik Nasional) - organizzazione sportiva bruneiana
- Consiglio nazionale siriano (al-Majlis al-Waṭanī al-Sūrī) - autorità politica siriana in esilio
- Consiglio nazionale di transizione (al-majlis al-waṭanī al-intiqālī) - autorità politica libica in esilio
- Consiglio Olimpico della Malesia (Majlis Olimpik Malaysia) - organizzazione sportiva malese
- Consiglio rivoluzionario di al-Fath (Fatḥ al-Majlis al-Thawrī) - gruppo paramilitare palestinese